# Apolloff
Apolloff även Zebotaioff var en svensk och finländsk adelsätt av ryskt ursprung och en av de så kallade bajorsläkterna.

## Namn och ursprung
Namnet ”Apolloff” går tillbaka på det ryska släktnamnet Opaljóv (Опалев). Ättens namn var emellertid ursprungligen Tjebotájev (Чеботаев), eller med en äldre återgivning Zebotaioff, och den var en gren av ätten Chludenev, som delade ursprung med dynastin Romanov genom en gemensam stamfader Andrej Kobyla (känd 1346/7). De traditionella svenska genealogiska uppgifterna om släktens ryska led är däremot felaktiga före Vasili(j) Tjebotajev/Zebotaioff. Han anges dessutom själv i dem felaktigt som far till sin yngre bror Gregori.

## Ätten Zebotaioff/Apolloff i svensk och finländsk tjänst
Vasilij Semjonovitj Tjebotajev/Wasili Zebotaioff, bajor och släktens förste företrädare i Sverige, tycks liksom sina omedelbara förfäder ha kommit från Sjelonskaja pjatina och trakten av Gdov i nordvästra Ryssland. Han trädde i svensk tjänst under den Stora oredan, när svenska trupper under Jacob De la Gardie höll Novgorod. Under andra hälften av 1610-talet var han rysk ståthållare under svenskt överbefäl på den ingermanländska fästningen Koporje. Efter freden i Stolbova var han bosatt i Ingermanland, där han hade godset Kipina hof i Koporje län. Han erhöll svenskt adligt sköldebrev 13 september 1631 under namnet Zebetoioff men tog inte introducering på Sveriges Riddarhus. Han hade inga barn inom äktenskapet. Vasilijs yngre bror (sannolikt hans halvbror) och huvudarvinge Grigorij Kolinovitj Opal eller Opaljov (svenska: ”Gregori Apolloff”), fänrik vid Ingermanländska adelsfanan, hade med sin hustru Agrafena Aminoff tre söner och en dotter. Sönerna erhöll svenskt sköldebrev 10/8 1680 såsom härstammande från en urgammal rysk bojarätt och introducerades samma dag på nummer 912 bland adliga ätter under namnet Apolloff. Den äldste av dem var Johan Apolloff, med tiden överste och kommendant på Nyenskans. Alla tre bröder hade avkomma: Johan med sin hustru Anna von der Pahlen, Peter med sin hustru och svägerska Barbara Regina von der Pahlen och Wasili med sin hustru Anna Lovisa von Bieschwang samt möjligen med en första hustru vars namn förvanskats i den genealogiska traditionen. Medlemmar av ätten var verksamma såväl i Sverige som i Finland men en finländsk gren överflyttade till Sverige efter riksdelningen 1809.
Den adliga ätten dog ut med majoren vid Södra skånska infanteriregementet Herman Apolloff (1836–1906)